# Christian Rub
Christian Rub est un acteur américain, né le 13 avril 1886 à Passau (Allemagne), mort le 14 avril 1956 à Santa Barbara (Californie).

## Filmographie

### Années 1910-1930
- 1919 : The Belle of New York
- 1920 : In the Soup
- 1920 : Dog-Gone Clever
- 1932 : Le Bluffeur : Dr Rudolph Pfeiffer - Inventor
- 1932 : The Trial of Vivienne Ware : Axel Nordstrom
- 1932 : Le Revenant (The Man from Yesterday), de Berthold Viertel : Terrace Waiter
- 1932 : Those We Love (en)
- 1932 : The Crooked Circle (en) de H. Bruce Humberstone : Old Dan
- 1932 : Valet d'argent (Silver Dollar) : Rische
- 1932 : Secrets of the French Police : Anton Dorain
- 1933 : Sa femme (No Other Woman), de J. Walter Ruben : Eli Bogavitch
- 1933 : Billion Dollar Scandal : Locksmith Convict
- 1933 : Luxury Liner : Peasant Father
- 1933 : The Mind Reader : Printer
- 1933 : Humanity (en) de John Francis Dillon
- 1933 : Le Baiser devant le miroir  (The Kiss Before the Mirror) de James Whale
- 1933 : Mary Stevens, M.D. de Lloyd Bacon : Gus, Mary's Janitor
- 1933 : Tugboat Annie, de Mervyn LeRoy : Marin
- 1933 : Bureau des personnes disparues (Bureau of Missing Persons) de Roy Del Ruth : Apartment House Manager
- 1933 : A Man of Sentiment : Herman Heupelkossel
- 1934 : The Spectacle Maker : Hans Schmidt
- 1934 : Man of Two Worlds : Knudson
- 1934 : The Cat and the Fiddle : Innkeeper
- 1934 : No More Women (en) : Big Pants
- 1934 : Comme les grands (No Greater Glory), de Frank Borzage : gardien
- 1934 : Et demain ? (Little Man, What Now?), de Frank Borzage : Herr Puttbreese
- 1934 : Private Scandal : Second Customer
- 1934 : L'Espionne Fräulein Doktor (Stamboul Quest) de Sam Wood : Dr. Joachim Leder (dentiste)
- 1934 : Romance in the Rain : Slotnick
- 1934 : The Fountain : Kerstholt
- 1934 : No Ransom : Budge
- 1934 : I Am a Thief (en) : Train Station Attendant
- 1934 : Musique dans l'air (Music in the Air), de Joe May : Zipfelhuber
- 1934 : Le Grand Barnum (The Mighty Barnum) de Walter Lang : Bit Part
- 1935 : Romance in Manhattan, de Stephen Roberts : Otto, un immigrant
- 1935 : La Chanson de la jeunesse : Cafe Proprietor
- 1935 : Maybe It's Love (en) de William C. McGann : Ole, the Janitor
- 1935 : One More Spring, de Henry King : rôle indéterminé
- 1935 : A Dog of Flanders : Hans
- 1935 : La Marque du vampire (Mark of the Vampire), de Tod Browning : L'homme sourd durant l’interrogatoire
- 1935 : Ultime Forfait (Four Hours to Kill!) de Mitchell Leisen : Remplacé par Lee Kohlmar
- 1935 : Stolen Harmony : Mathew Huxley
- 1935 : Age of Indiscretion : Briggs
- 1935 : Let 'em Have It (en) de Sam Wood : Heinrich Henkel
- 1935 : Furie noire (Black Fury) : Hospitalized Miner
- 1935 : Oil for the Lamps of China : Dr Jorgen
- 1935 : La Joyeuse Aventure (Ladies Crave Excitement), de Nick Grinde : Lars Swenson
- 1935 : Le Roman d'un chanteur (Metropolitan), de Richard Boleslawski : Weidel
- 1935 : Peter Ibbetson, de Henry Hathaway : major Duquesnois
- 1935 : L'Homme qui fait sauter la banque (The Man Who Broke the Bank at Monte Carlo) de Stephen Roberts : Gallard's Guide
- 1935 : We're Only Human : William Anderson
- 1935 : Hitch Hike Lady (en) d'Aubrey Scotto : Fermier
- 1936 : Tough Guy : Cap, gangster
- 1936 : Next Time We Love : Otto the Swiss Innkeeper
- 1936 : The Leathernecks Have Landed (en) d'Howard Bretherton : Schooner captain
- 1936 : Till We Meet Again : Old Conductor
- 1936 : Murder on a Bridle Path (en) de William Hamilton et Edward Killy : Chris Thomas
- 1936 : L'Extravagant Mr. Deeds (Mr. Deeds Goes to Town), de Frank Capra : Christian Jenson
- 1936 : La Fille de Dracula (Dracula's Daughter) , de Lambert Hillyer : Coachman
- 1936 : The Princess Comes Across : Gustavson
- 1936 : Furie (Fury) de Fritz Lang : Sven Ahern, Barber
- 1936 : Parole : John, jury foreman
- 1936 : Le Chant des cloches (Sins of Man) d'Otto Brower et Gregory Ratoff : Fritz
- 1936 : Suzy, de George Fitzmaurice : 'Pop' Gaspard, le pianiste
- 1936 : Dortoir de jeunes filles (Girls Dormitory) d'Irving Cummings : Forester
- 1936 : Star for a Night : Postmaster
- 1936 : Violets in Spring : Willie, the Janitor
- 1936 : Au seuil de la vie (The Devil Is a Sissy) de W. S. Van Dyke et Rowland Brown : Tombstone Mason
- 1936 : Murder with Pictures, de Charles Barton : Olaf
- 1936 : Loufoque et Cie (Love on the Run), de W. S. Van Dyke : Stephen
- 1937 : Outcast : Olaf
- 1937 : Le Chant du printemps (Maytime), de Robert Z. Leonard : Sleeper Outside Cafe
- 1937 : When Love Is Young : Anton Werner
- 1937 : Café Métropole, d'Edward H. Griffith : Maxl Schinner
- 1937 : Capitaines courageux (Captains Courageous) de Victor Fleming : Old Clement
- 1937 : It Could Happen to You! : Clavish
- 1937 : Deanna et ses boys (One hundred men and a girl), de Henry Koster : Gustave Brandstetter
- 1937 : Heidi la sauvageonne (Heidi) d'Allan Dwan : Le boulanger
- 1937 : Prescription for Romance : Conductor
- 1937 : Cette nuit est notre nuit (Tovarich) : Trombone player
- 1938 : Délicieuse (Mad About Music) : Pierre
- 1938 : Le Professeur Schnock (Professor Beware) d'Elliott Nugent : Gustave (museum attendant)
- 1938 : Pour un million (I'll Give a Million) de Walter Lang : Commissionaire
- 1938 : Vous ne l'emporterez pas avec vous (You Can't Take It with You), de Frank Capra : Schmidt
- 1938 : Toute la ville danse (The Great Waltz), de Julien Duvivier : Coachman
- 1939 : Never Say Die : Le maire
- 1939 : Forged Passport : Mr. Nelson
- 1939 : Hidden Power
- 1939 : No Place to Go : Otto Schlemmer
- 1939 : Tout se passe la nuit (Everything Happens at Night) d'Irving Cummings : Télégraphiste

### Années 1940-1950
- 1940 : Pinocchio, film d'animation de Hamilton Luske et Ben Sharpsteen : Geppetto (voix)
- 1940 : Le Robinson suisse (Swiss Family Robinson) : Thoren
- 1940 : Ski Patrol (en) de Lew Landers : Jakob Sorenson, old villager
- 1940 : Earthbound d'Irving Pichel : Etienne Almette
- 1940 : Four Sons : Kapek
- 1940 : L'Étrangère (All This, and Heaven Too), d'Anatole Litvak : Loti
- 1940 : Haunted House : Olaf Jensen
- 1940 : Rhythm on the River, de Victor Schertzinger : Pawnbroker
- 1941 : Father's Son : Lunk Nelson
- 1941 : Henry Aldrich for President : Janitor
- 1941 : Come Back, Miss Pipps (en) de Edward L. Cahn : Mr. Swenson, the caretaker
- 1941 : Dangerously They Live : Mr. Steiner
- 1942 : Nazi Agent de   Jules Dassin : Mohr
- 1942 : It Happened in Flatbush : Pop Schlumbom
- 1942 : Six destins (Tales of Manhattan) de Julien Duvivier : Wilson
- 1942 : Berlin Correspondent (en) d'Eugene Forde : Prisoner
- 1943 : Chetniks : Tailor
- 1943 : Leather Burners : Sooky Withers
- 1943 : Bomber's Moon d'Edward Ludwig et Harold D. Schuster : Johann
- 1943 : La Petite Exilée (Princess O'Rourke) de Norman Krasna : Janitor
- 1944 : Les Aventures de Mark Twain (The Adventures of Mark Twain) d'Irving Rapper : Printer
- 1944 : L'Atavisme qui tue (Jungle Woman) de Reginald Le Borg : George
- 1944 : Étrange histoire (Once Upon a Time) d'Alexander Hall : Janitor
- 1944 : Trois c'est une famille (Three Is a Family) d'Edward Ludwig : Bellboy
- 1945 : Rhapsodie en bleu (Rhapsody in Blue) de Irving Rapper : Swedish janitor
- 1945 : Strange Confession : Mr. Moore
- 1947 : Fall Guy : Swede
- 1952 : Something for the Birds : Leo